# Adrian Năstase
Adrian Năstase, romunski sociolog, sodnik, komunist, diplomat, pedagog in politik, * 22. junij 1950, Bukarešta. 
Năstase je bil minister za zunanje zadeve Romunije (1990-1992), predsednik vlade Romunije (2000-2004) in predsednik Parlamenta Romunije (2004-2006).